# گمینا ایوانوویتسه
گمینا ایوانوویتسه (به لهستانی:  Gmina Iwanowice) یک گمینا در لهستان است که در شهرستان کراکوف واقع شده‌است. گمینا ایوانوویتسه ۷۰٫۶۲ کیلومتر مربع مساحت و ۸٬۲۹۲ نفر جمعیت دارد.